# Departament Atlantique
Atlantique – jeden z 12 departamentów Beninu. Zajmuje powierzchnię 3233 km². W spisie ludności z 11 maja 2013 roku liczył 1 398 229 mieszkańców. 

## Położenie
Położony jest w południowej części kraju. Graniczy z innymi departamentami Beninu – Mono, Couffo, Zou, Ouémé i Littoral. Od południa ograniczony jest przez Zatokę Gwinejską. 

## Historia
W 1975 roku ówczesny Dahomej zmienił nazwę na obecną, Benin. Wówczas utworzono również 6 prowincji, wśród nich między innymi Atlantique. 15 stycznia 1999 roku w wyniku reformy administracyjnej z Atlantique wydzielono departament Littoral. W wyniku tej samej reformy zmieniło nazewnictwo „prowincji” na „departamenty”. 

## Demografia
W 2013 roku populacja departamentu liczyła 1 398 229 mieszkańców. W porównaniu z 2002 rokiem rosła ona średnio o 5,08% rocznie. 
|  |